# The Last Reel
Pour plus de détails, voir Fiche technique et Distribution.
The Last Reel (en khmer : ដុំហ្វីលចុងក្រោយ, littéralement La Dernière Bobine) est un film dramatique cambodgien réalisé par Kulikar Sotho et sorti en 2014.
Le film est sélectionné comme soumission officielle par le Cambodge pour l'Oscar du meilleur film en langue étrangère lors de la 88e cérémonie des Oscars qui s'est déroulée en 2016.
The Last Reel est un des premiers films cambodgiens réalisés par une femme et est le premier film de long-métrage de la réalisatrice.

## Synopsis
Sophoun, une adolescente rebelle fille d'un ancien colonel de l'époque des Khmers rouges, fuit la maison familiale de crainte d'être mariée de force et se réfugie dans un ancien cinéma où elle découvre un vieux film tourné une quarantaine d'années plus tôt et dans lequel figure sa mère. La dernière bobine étant manquante, elle décide de tourner la fin du film, reprenant le rôle de sa mère.
Le tournage et la projection du film reconstitué l'aident à lui révéler les différentes versions de la vérité au sujet du génocide cambodgien perpétré par le régime des Khmers rouges dont les tueries commises sur les champs de la mort (Killing Fields). Le film lui permet de découvrir les sombres secrets du passé de ses parents.

## Distribution
- Rous Mony : Veasna (comme Mony)
- Ma Rynet : Sophoun
- Dy Saveth : Srey Mom
- Hun Sophy : Colonel Bora
- Sok Sothun : Vichea